# Улица Буйнакского (Махачкала)
Улица Буйнакского — в Махачкале, от улицы Максима Горького до улицы Мирзабекова (Орджоникидзе). Проходит, следуя изгибам береговой линии.

## История
Первоначальное название — Барятинская — по имени наместника российского императора на Кавказе генерал-фельдмаршала Александра Ивановича Барятинского (1815—1879). Одна из старейших улиц города, существовала ещё в предшественнике Махачкалы городе Порт-Петровск (вместе с Привольной (ныне — Даниялова); Соборной (ныне ул. Манташева) и Инженерной (ныне Р. Гамзатова).
Долгое время была главной улицей города и заметно выделялась благоустройством, в частности, первой была замощена, одной из первых получила освещение. Здесь были открыты мужская гимназия, гостиница «Гуниб», кинотеатр, аптека и другие важные для города заведения.
Современное название с 8 апреля 1920 года в честь борца за установление советской власти в Дагестане Уллубия Буйнакского (1890—1919), проведшего ночь перед казнью в подвале на этой улице.

## Достопримечательности
д. 4 — Союз писателей Дагестана

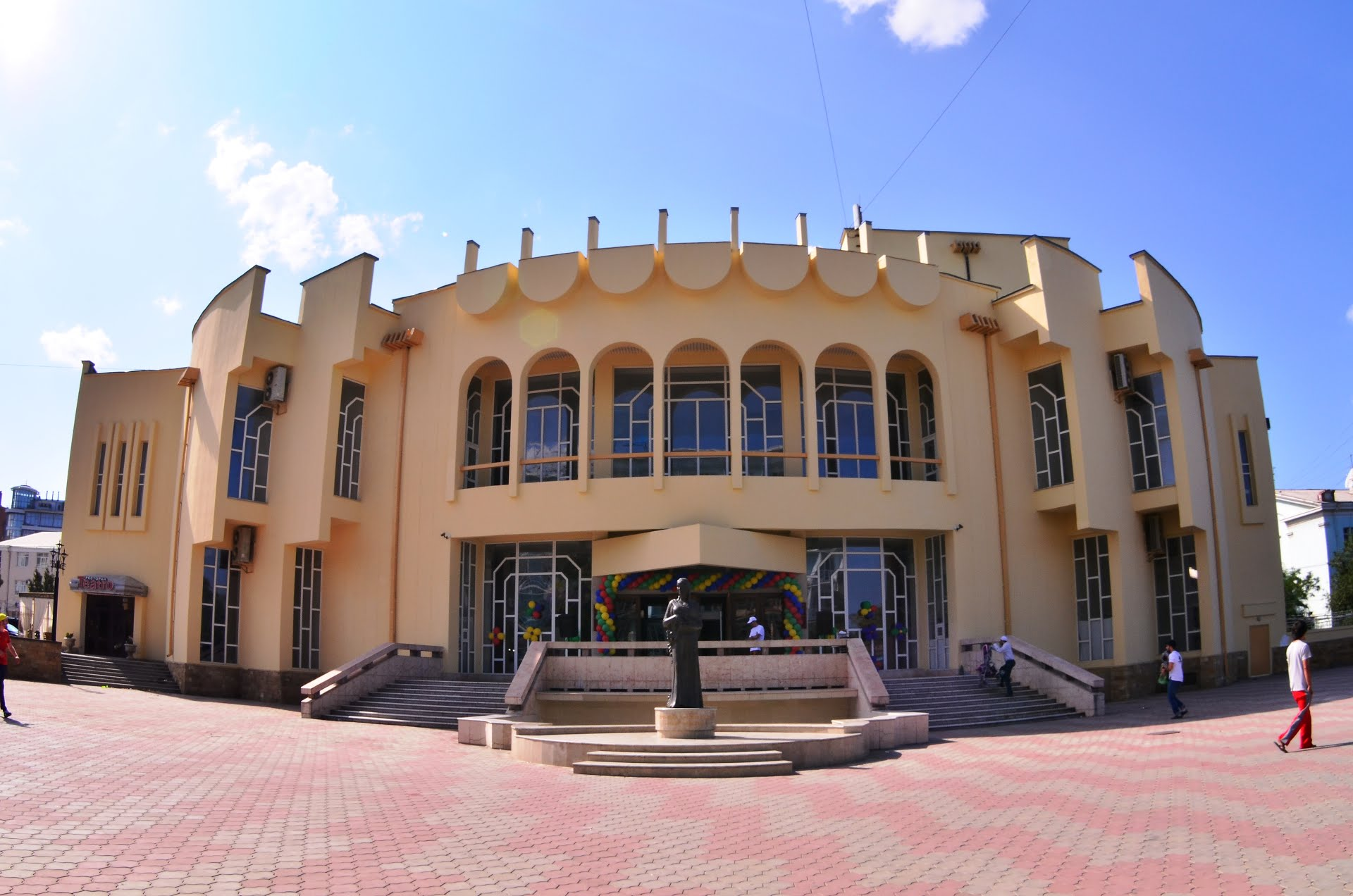
Кумыкский театр

д. 10 — Кумыкский музыкально-драматический театр имени А. П. Салаватова, памятник первой дагестанской актрисе Барият Мурадовой.
д. 28 — «Дом-корабль»
д. 36
Парковая скульптура девочки на углу улиц Максима Горького и Буйнакского в Махачкале стала городским символом любви и добра (исчезла в 1990-е годы).

## Известные жители
д. 6 — певица Исбат Баталбекова (мемориальная доска)
д. 51 — композитор Сергей Агабабов (мемориальная доска)

## В филателии
Улица Буйнакская (так - !) изображена на почтовой марке СССР 1960 года.